# La principessa Tarakanova (Flavickij)
La principessa Tarakanova (in russo Княжна Тараканова?, Knjažna Tarakanova) è il dipinto più famoso dell'artista russo Konstantin Dmitrievič Flavickij. Completato nel 1864, il quadro raffigura la storia della principessa Tarakanova, che venne imprigionata durante il regno dell'imperatrice Caterina II. L'utilizzo della luce e delle ombre e l'attenzione ai dettagli nella tela da parte del Flavickij gli garantirono il titolo di professore di dipinti storici, e questa rimane una delle sue opere più celebri.

## Storia
Il quadro venne realizzato nel 1864 e venne esposto per la prima volta alla mostra dell'accademia delle arti nello stesso anno. Vladimir Vasil'evič Stasov, un celebre critico di allora che apprezzava molto il dipinto, definì la tela di Flavickij "un quadro miracoloso, la gloria della nostra scuola, la creazione più brillante della pittura russa." L'opera venne esposta a Parigi e poi venne acquistata da Pavel Michajlovič Tret'jakov per la sua collezione dopo la morte dell'artista.

## Descrizione
La storia della principessa Tarakanova, un'arrampicatrice sociale che proclamava di essere la figlia dell'imperatrice Elisabetta Petrovna, funse da base per la creazione del quadro. Per ordine dell'imperatrice Caterina II, ella venne arrestata e nel maggio del 1775 venne portata alla fortezza di Pietro e Paolo, dove fu sottoposta a un lungo interrogatorio dal feldmaresciallo principe Golicyn, nel quale rese varie testimonianze. Morì di tisi il 4 dicembre 1775, nascondendo il segreto della sua nascita persino a un prete. Lo stesso nome Tarakanova le venne attribuito dopo la morte e deriva dal termine tarakan (in cirillico: таракан?), che significa "scarafaggio" in russo.
La trama del dipinto si basa su una leggenda riguardante la morte della principessa Tarakanova durante l'inondazione di San Pietroburgo del 21 settembre del 1777, nonostante ella fosse morta due anni prima di questo evento. Il quadro raffigura una casamatta nella fortezza di Pietro e Paolo, e le acque dell'inondazione infuriano al di fuori delle mura. Su un letto, la giovane donna si erge mentre prova a scappare dall'acqua che sta scorrendo da una finestra sbarrata, riempiendo l'intera stanza. Dei ratti bagnati emergono dall'acqua, strisciando verso i piedi della prigioniera. L'usurpatrice indossa un abito di seta che contrasta con il materasso e il cuscino del letto, molto sporchi.
Anche se la leggenda sulla morte di Tarakanova durante la tempesta non è vera, fu questa versione della sua morte che si stabilizzò nella memoria popolare, grazie a Flavickij. Per esempio, nella poesia Anima (in russo Душа?, Duša), Boris Pasternak scrive: "combatti come combatté la principessa Tarakanova quando il rivellino venne inondato a febbraio."

## Altre versioni

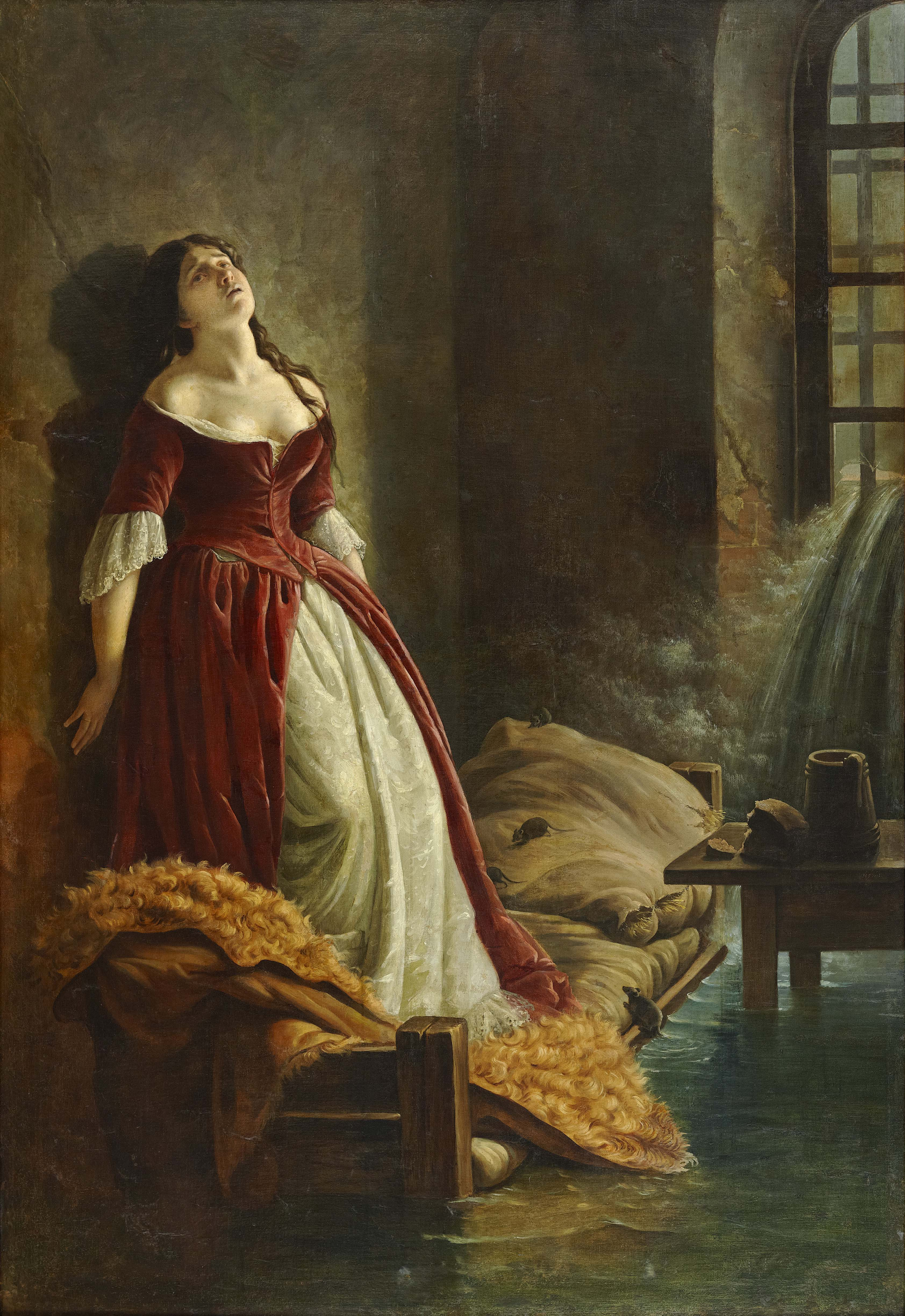
La versione del 1862.

Nel museo di belle arti di Ekaterinburg si trova la presunta versione originale del dipinto, creata nel 1862. Le differenze risiedono nelle dimensioni della tela, che è di 214 centimetri × 147, e nell'interpretazione figurativa: la faccia e la figura della giovane donna non trasmettono ancora la tragedia e la disperazione finale. Pertanto, la versione della galleria Tret'jakov è una copia successiva.
Un'altra versione del 1864 è conservata nella galleria d'arte regionale Konstantin Apollonovič Savickij di Penza. È di dimensioni più piccole e misura 123 centimetri × 94.
Inoltre, nel museo russo c'è una Testa della principessa Tarakanova, uno studio per il dipinto del 1863. Misura 44,5 centimetri × 33,5 e venne donato al museo da Pëtr Nikolaevič Ge nel 1903.